# لينا أندرسون (متزحلقة)
لينا أندرسون (بالسويدية: Lina Andersson)‏ هي متزحلقة سويدية، ولدت في 18 مارس 1981 في ياليفاره في السويد.

## وصلات خارجية
- الموقع الرسمي
- لينا أندرسون على موقع الاتحاد الدولي للتزلج (التزلج الريفي) (الإنجليزية)
- لينا أندرسون على موقع اللجنة الأولمبية الدولية (الإنجليزية)
- لينا أندرسون على موقع أوليمبيديا (الإنجليزية)
- لينا أندرسون على موقع اللجنة الأولمبية السويدية (السويدية)